# Motorhacke

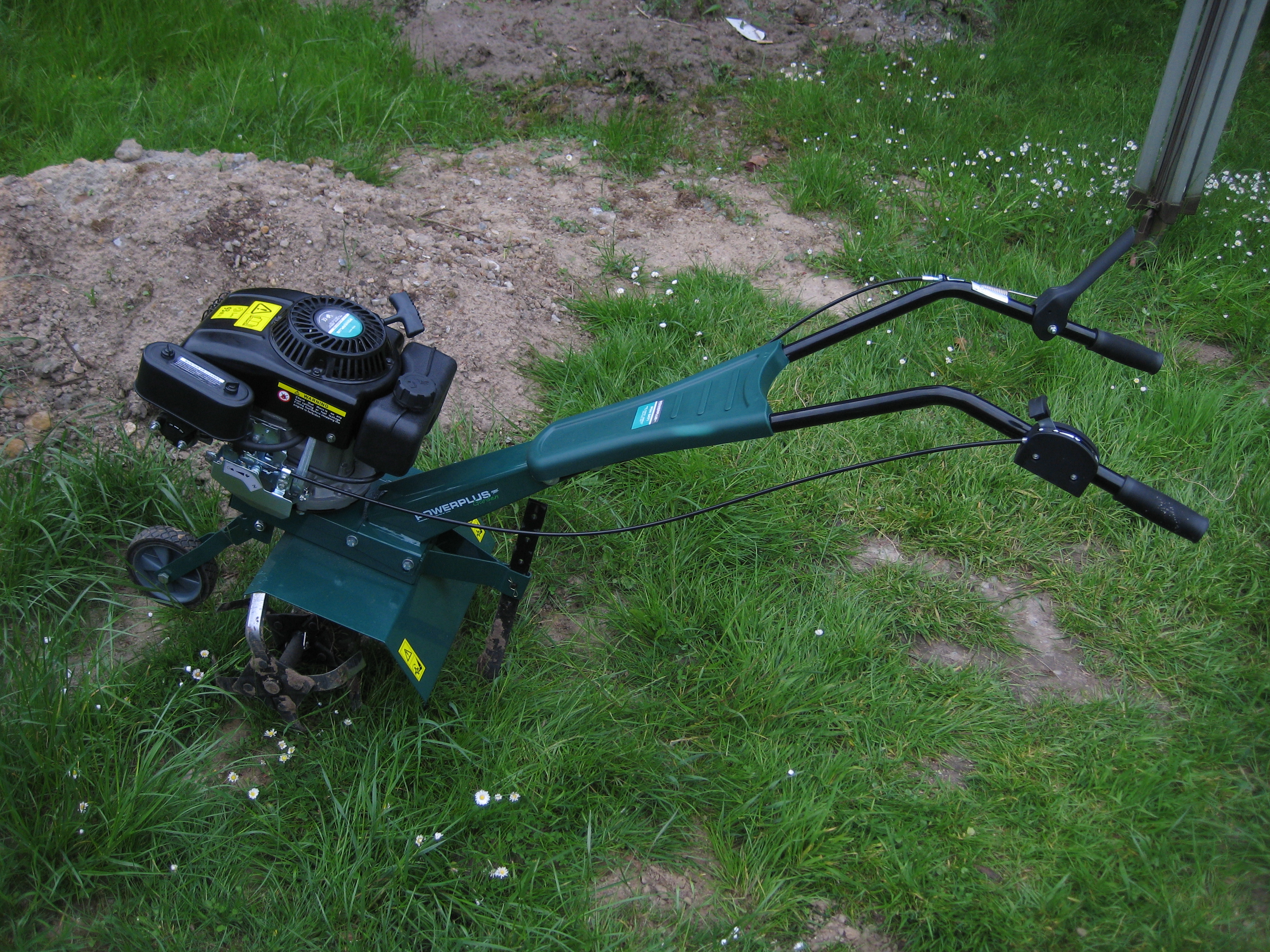
Motorhacke mit Benzinmotor

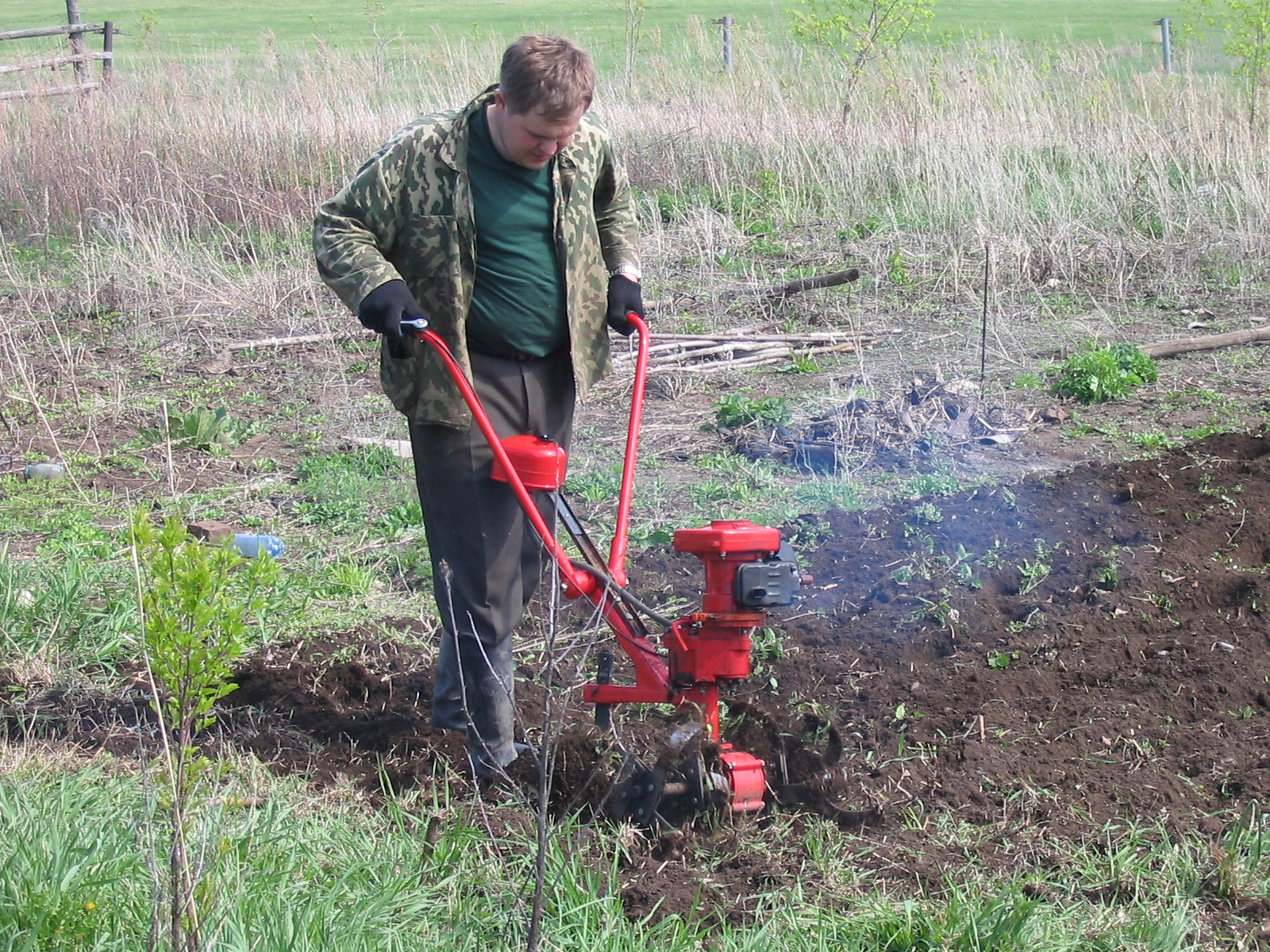
Motorhacke im Einsatz, hinter der Hackwelle der Bremssporn (schwarz)

Eine Motorhacke ist ein Gartengerät zur flachen Lockerung des Bodens und zur Unkrautbekämpfung. Die erzielbaren Arbeitstiefen liegen zwischen 2 und 10 cm.
Die Bodenlockerung wird ähnlich wie bei der Fräse durch eine sich drehende, mit starren, abgewinkelten Messern (Hackmesser) versehene horizontale Welle (Hackwelle) erzielt. Die Hackwelle wird meist durch einen Benzinmotor angetrieben, es gibt aber auch Geräte mit Diesel- oder Elektromotor. Die rotierenden, im Vergleich zur Fräse aber relativ kurzen Hackmesser zerschneiden den Boden und krümeln ihn. Bei den sogenannten triebradlosen Motorhacken erfolgt die Weiterbewegung des Gerätes durch die angetriebene Hackwelle. Teilweise werden bei den triebradlosen Hacken Räder zur leichteren Führung und zum einfacheren Transport außerhalb des Gartenbeetes montiert. Es gibt aber auch Geräte mit Antriebsrädern (Triebradhacken). Die Arbeitstiefe der Motorhacke kann über einen verstellbaren, in den bearbeiteten Boden eindringenden Bremssporn sowie durch Einwirkung des Bedieners auf das Gerät über die Handgriffe, an denen es auch hinsichtlich der Arbeitsrichtung geführt wird, reguliert werden. Die Arbeitsbreite variiert zwischen circa 10 und 100 cm, sie kann durch An- oder Abbau von Hacksternen verändert werden. Die Hacksterne müssen in Deutschland aus Gründen des Unfallschutzes mit Schutzhauben abgedeckt sein. Bei Ausnutzung der möglichen Arbeitstiefe kann, falls keine besonders tiefe Bodenbearbeitung erforderlich ist, der Einsatz der Motorhacke das Umgraben der Gartenbeete von Hand mittels Spaten ersetzen. Auf dem Markt befinden sich Geräte mit Antriebsleistungen von ca. 300 Watt bis 5 kW. Teilweise können triebradlose Motorhacken durch den Anbau von Radsätzen anstelle der Hackwerkzeuge zum Einachsschlepper umgerüstet werden.